# Alna (dzielnica)
Alna – jedna 15 dzielnic Oslo, stolicy Norwegii. Zajmuje obszar 13,75 km² i jest zamieszkała przez 47 786 mieszkańców (2012). Duży odsetek gminy stanowią imigranci głównie z Turcji, Pakistanu, Sri Lanki i krajów byłej Jugosławii. Średni dochód na głowę mieszkańca wynosi 220'390 NOK i jest o blisko 35 tys. niższy od średniej miasta.
W jej skład wchodzą następujące dzielnice:
- Alnabru
- Ellingsrud
- Furuset
- Haugerud
- Hellerud
- Lindeberg
- Trosterud
- Tveita